# Владиславово (Лодзинське воєводство)
Владиславово (пол. Władysławowo) — село в Польщі, у гміні Єжув Бжезінського повіту Лодзинського воєводства.
Населення — 106 осіб (2011).
У 1975-1998 роках село належало до Скерневицького воєводства.

## Демографія
Демографічна структура станом на 31 березня 2011 року:
|          | Загалом | Допрацездатний вік | Працездатний вік | Постпрацездатний вік |
| -------- | ------- | ------------------ | ---------------- | -------------------- |
| Чоловіки | 50      | 13                 | 26               | 11                   |
| Жінки    | 56      | 15                 | 28               | 13                   |
| Разом    | 106     | 28                 | 54               | 24                   |